# Lajos-forrási turistaház
A Lajos-forrási turistaház egykori menedékház a Visegrádi-hegységben fakadó Lajos-forrás közelében, Szentendre Lajosforrás nevű külterületi településrészén. A turistaház közelében van a Szentendre belsőbb területeitől idáig vezető 11 114-es számú mellékút végpontja.

## Történelem
A Dreher-család az 1930-as években vadászkastélyt épített a Lajos-forrás mellett. A második világháború után állami kézbe került korábbi Dreher-birtokon a Természetbarátok Turista Egyesületének egyik szakosztálya már 1947-ben turistaházzá alakította át a Dreher-kastély egyik melléképületét. 

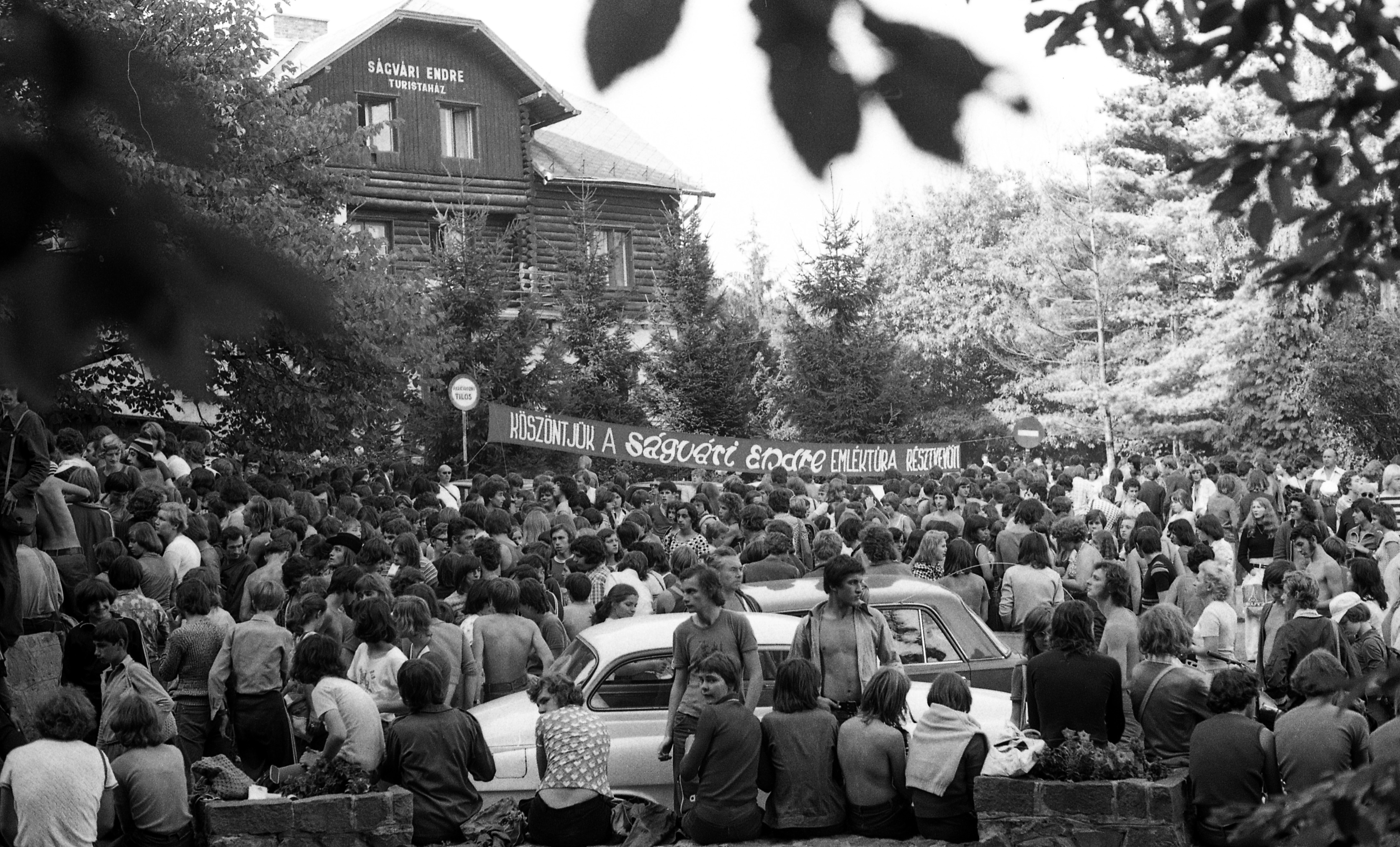
A Ságvári Endre-emléktúra résztvevői a turistaháznál 1975-ben

1953-ban 85 férőhelyes, étteremmel is ellátott menedékház nyílt meg a hajdani vadászkastély átalakításával, a Turistaházakat Kezelő Vállalat (TKV) üzemeltetésében; a menedékházat Ságvári Endréről nevezték el. 1955 májusában buszjárat is indult Szentendréről Lajosforrásra. A turistaház falán egy 1967-ben felavatott emléktábla őrzi annak emlékét, hogy 1961 szeptemberében, a budapesti Vörös Meteor Sportkör kezdeményezésére ezen a helyen tanácskoztak először a magyar erdészek, vadászok és természetjárók képviselői, és e tanácskozás eredményeként indult meg a következő évtől a hamarosan országos mozgalommá terebélyesedett társadalmi erdei szolgálat.
Miután a TKV 1975-ben megszűnt, különböző üzemeltetők váltották egymást a területen, ami a menedékház színvonalának és állagának fokozatos leromlásával járt. A rendszerváltás idején már nem állt mindenki előtt nyitva, csak bejelentkezéssel, kulcsosházként üzemelt. 2005-ben az egész létesítmény a Kincstári Vagyoni Igazgatósághoz (jogutódja később a Magyar Nemzeti Vagyonkezelő Zrt.) került és végleg bezárt. Azóta folyamatosan pusztul. A romos menedékház és a melléképületek állapota életveszélyes.
2017 végén Révész Máriusz kormánybiztos bejelentette, hogy 2019 elejére felújítják a házat, ez azonban nem valósult meg.